# Азербайджан на Чемпіонаті світу з легкої атлетики 2017
Азербайджан на Чемпіонаті світу з легкої атлетики 2017, що проходив з 4 по 13 серпня 2017 року в Лондоні (Велика Британія) був представлений 4 спортсменами.

## Результати

### Чоловіки
Трекові і шосейні дисципліни
| Спортсмен       | Дисципліна | Забіги    | Забіги | Півфінал  | Півфінал | Фінал     | Фінал |
| Спортсмен       | Дисципліна | Результат | Місце  | Результат | Місце    | Результат | Місце |
| --------------- | ---------- | --------- | ------ | --------- | -------- | --------- | ----- |
| Хайле Ібрагімов | 5000 м     |           |        |           |          |           |       |

Технічні дисципліни
| Спортсмен       | Дисципліна        | Кваліфікація | Кваліфікація | Фінал     | Фінал |
| Спортсмен       | Дисципліна        | Результат    | Місце        | Результат | Місце |
| --------------- | ----------------- | ------------ | ------------ | --------- | ----- |
| Назім Бабаєв    | Потрійний стрибок |              |              |           |       |
| Алексіс Копелло | Потрійний стрибок |              |              |           |       |

### Жінки
Технічні дисципліни
| Спортсмен    | Дисципліна     | Кваліфікація | Кваліфікація | Фінал     | Фінал |
| Спортсмен    | Дисципліна     | Результат    | Місце        | Результат | Місце |
| ------------ | -------------- | ------------ | ------------ | --------- | ----- |
| Ганна Скидан | Метання молота |              |              |           |       |